# Sambleben
Sambleben ist ein Ortsteil der Stadt Schöppenstedt im niedersächsischen Landkreis Wolfenbüttel.

## Geographie

### Geographische Lage
Sambleben liegt am südlichen Rand des Elms auf einem abschüssigen Gelände, das vom nördlichen Ortseingang Richtung Elm bis zum südlichen Ortseingang Richtung Schöppenstedt einen Höhenunterschied von etwa 20 Metern aufweist. Nordöstlich vom Dorf, in einem kleinen Ausläufer des Elms, befindet sich die Quelle des Sauerbachs. Der Bach fließt anschließend durch das Dorf, an Schöppenstedt vorbei und mündet bei Bansleben in die Altenau.

### Nachbarorte
| Kneitlingen |                                             |        |
| Eilum       | Kompassrose, die auf Nachbargemeinden zeigt | Eitzum |
| Bansleben   | Schöppenstedt                               |        |

## Geschichte

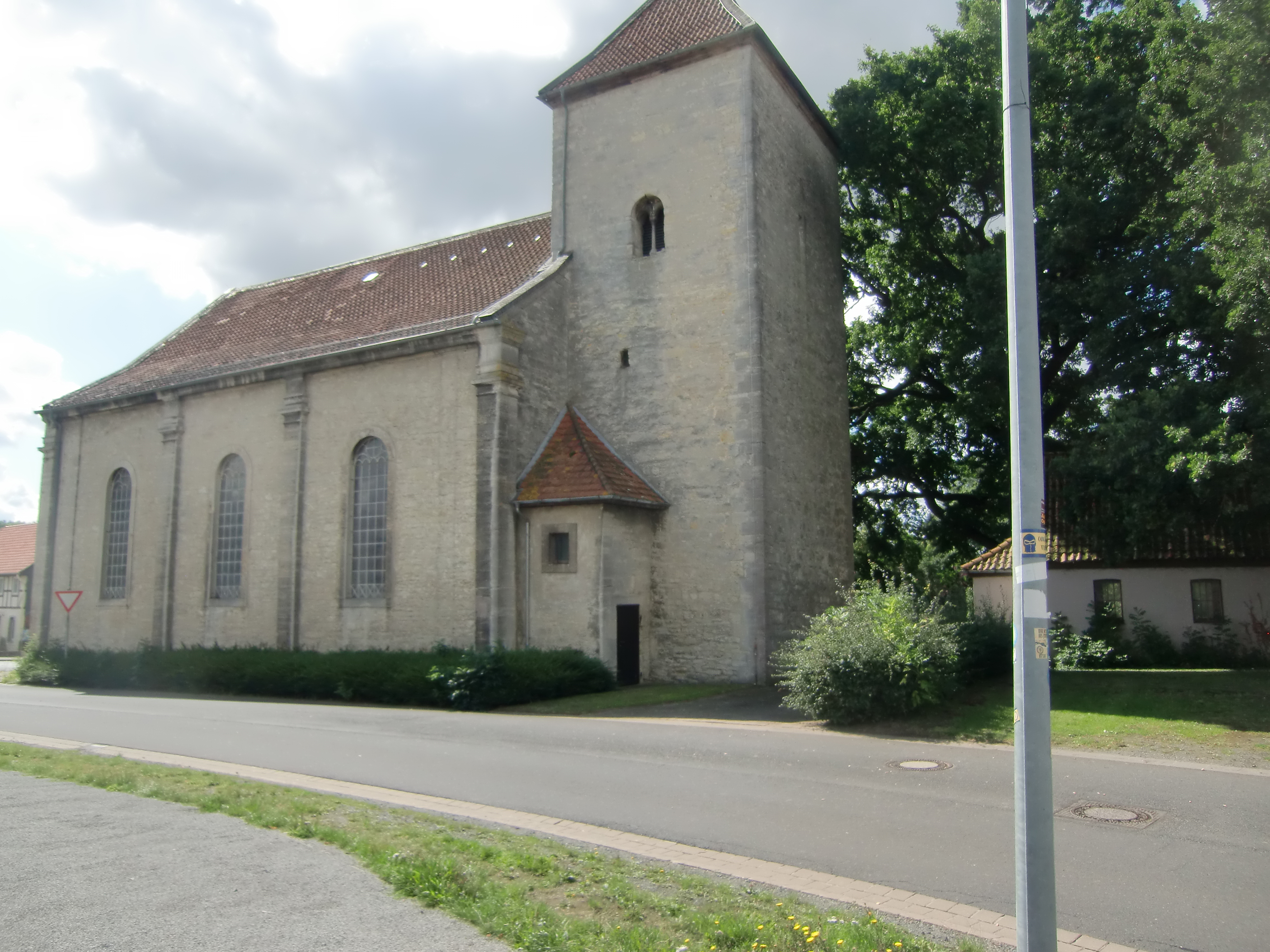
Dorfkirche Sambleben

Erwähnt wird Sambleben erstmals 1146 als Tscampenlowe und Zcampenleve. Ab 1201 ist im Ort das Adelsgeschlecht „von Sambleben“ nachgewiesen. Die ihm gehörende Wasserburg im Ort wird 1377 erstmals erwähnt. Nach dem Erlöschen des Geschlechts 1587 war das Rittergut einige Jahrzehnte im Besitz der Gemahlin von Herzog Heinrich Julius von Braunschweig-Wolfenbüttel. Später ging es als Lehen an die Familie derer von Cramm. Um 1700 ließen die von Cramm das heutige Schloss Sambleben an der Stelle der Wasserburg errichten. Die Kirche unmittelbar am Gutseingang wurde um 1770 neu gebaut, der Turm stammt allerdings noch aus dem Mittelalter.
Seit der Gebietsreform 1974 ist Sambleben keine selbständige Gemeinde mehr, sondern Ortsteil der Stadt Schöppenstedt.